# Ballinagh
Ballinagh (irl.: Béal Átha na nEach) – wieś w hrabstwie Cavan w Irlandii położona przy drodze N55. Liczba mieszkańców w 2011 roku wynosiła 766.